# Cabus
Cabus – wieś w Anglii, w hrabstwie Lancashire, w dystrykcie Wyre. Leży 61 km na północny zachód od miasta Manchester i 321 km na północny zachód od Londynu.